# 払沢の滝
払沢の滝（ほっさわのたき）は、東京都西多摩郡檜原村にある滝。拂沢の滝とも表記される。日本の滝百選の一つ。

## 概要
北秋川の支流のセト沢にある4段の滝で、1段目の落差が26m、全段で合計60mとなっている。滝が僧侶の払子を垂らした様に似ている事から、かつては払子の滝とも呼ばれていた。
滝壺には大蛇が棲んでいたと伝えられている。冬季になると結氷し、檜原村では最大結氷する日を当てる「氷瀑クイズ」を行っている。近年は全面結氷する年は少なくなったが、2006年（平成18年）1月8日に10年ぶりに全面結氷した。
檜原村で最大の観光名所であり、毎年8月中旬には滝祭りが催行され滝のライトアップが行われる。

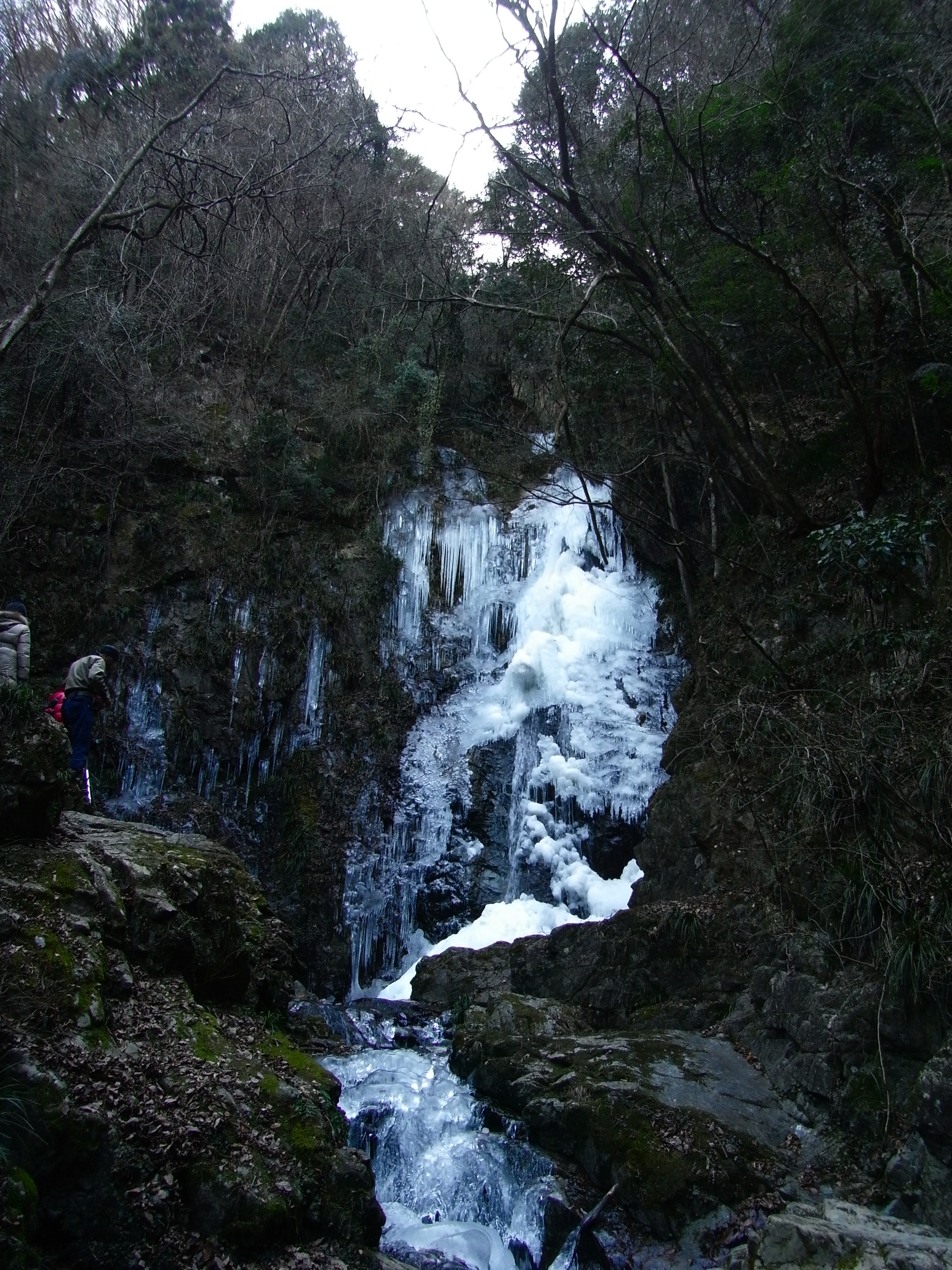
凍結した滝の様子。

## アクセス
武蔵五日市駅から西東京バス「払沢の滝入口」停留所。